# Sørmarka Arena
Sørmarka Arena is een sportcomplex in de Noorse stad Stavanger. Het complex werd in 2010 geopend. Het werd gebouwd op de locatie van de vroegere kunstijsbaan van de stad. Het voornaamste onderdeel van het complex is de indoor 400 meter ijsbaan. Bij schaatswedstrijden biedt de hal plaats aan 4.000 toeschouwers. De hal wordt ook gebruikt voor concerten, waarbij er ruimte is voor 15.000 mensen. De ijsbaan is de nummer 9 snelste ter wereld (anno maart 2024). In 2017 verving deze locatie de Oeralskaja Molnija in het Russische Tsjeljabinsk als organisator van de Wereldbekerfinale vanwege de omvangrijke dopingschandalen in Rusland.

## Grote wedstrijden

### Langebaanschaatsen
Wereldbekerwedstrijden
- 2015/2016 - Wereldbeker schaatsen 5
- 2016/2017 - Wereldbekerfinale[1]
- 2017/2018 - Wereldbeker schaatsen 2
- 2021/2022 - Wereldbeker schaatsen 2
- 2022/2023 - Wereldbeker schaatsen 1
- 2023/2024 - Wereldbeker 3

Nationale kampioenschappen
- 2013 - NK allround mannen/vrouwen
- 2015 - NK afstanden mannen/vrouwen
- 2016 - NK allround mannen/vrouwen
- 2018 - NK afstanden mannen/vrouwen

### Curling
- 2019 - Wereldkampioenschap gemengddubbel/senioren

## Baanrecords
| Afstand              | Schaatser                                    | Land | Tijd     | Datum                 |
| -------------------- | -------------------------------------------- | ---- | -------- | --------------------- |
| 100 m                | Pekka Koskela                                | FIN  | 09,84    | 05-11-2011            |
| 500 m                | Pavel Koelizjnikov                           | RUS  | 34,52    | 31-01-2016            |
| 1000 m               | Pavel Koelizjnikov                           | RUS  | 1.08,10  | 30-01-2016 31-01-2016 |
| 1500 m               | Jordan Stolz                                 | USA  | 1.44,67  | 03-12-2023            |
| 3000 m               | Sverre L. Pedersen                           | NOR  | 3.41,19  | 24-10-2020            |
| 5000 m               | Sven Kramer                                  | NED  | 6.15,71  | 30-01-2016            |
| 10.000 m             | Nils van der Poel                            | SWE  | 12.38,92 | 20-11-2021            |
| Ploegenachtervolging | Jorrit Bergsma Evert Hoolwerf Douwe de Vries | NED  | 3.43,02  | 11-03-2017            |
| 2×500 m              | Håvard H. Lorentzen                          | NOR  | 70,450   | 27-10-2017            |
| Sprintvierkamp       | Peder Kongshaug                              | NOR  | 145,200  | 12-01-2020            |
| Minivierkamp         | Oddbjørn Mellemstrand                        | NOR  | 156,556  | 16-02-2019            |
| Kleine vierkamp      | Allan D. Johansson                           | NOR  | 153,460  | 05-02-2017            |
| Grote vierkamp       | Håvard Bøkko                                 | NOR  | 150,085  | 15-12-2012            |

| Afstand              | Schaatsster                             | Land | Tijd     | Datum      |
| -------------------- | --------------------------------------- | ---- | -------- | ---------- |
| 100 m                | Ane By Farstad                          | NOR  | 11,18    | 07-01-2018 |
| 500 m                | Nao Kodaira                             | JPN  | 37,07    | 18-11-2017 |
| 1000 m               | Brittany Bowe                           | USA  | 1.14,16  | 19-11-2021 |
| 1500 m               | Heather Bergsma                         | USA  | 1.54,92  | 12-03-2017 |
| 3000 m               | Martina Sáblíková                       | CZE  | 4.00,08  | 31-01-2016 |
| 5000 m               | Irene Schouten                          | NED  | 6.50,64  | 03-12-2023 |
| 10.000 m             | Caroline Farestveit                     | NOR  | 16.54,71 | 22-03-2015 |
| Ploegenachtervolging | Misaki Oshigiri Miho Takagi Nana Takagi | JPN  | 3.00,60  | 11-03-2017 |
| 2×500 m              | Hege Bøkko                              | NOR  | 77,930   | 27-10-2017 |
| Sprintvierkamp       | Martine Ripsrud                         | NOR  | 158,625  | 13-02-2016 |
| Minivierkamp         | Ragne Wiklund                           | NOR  | 169,421  | 05-02-2017 |
| Kleine vierkamp      | Ida Njåtun                              | NOR  | 165,713  | 19-12-2015 |
| Grote vierkamp       | Sara Hemmer                             | NOR  | 224,933  | 19-01-2013 |

## Sørmarka kunstisbane

### Nationale kampioenschappen
- 1984 - NK allround vrouwen
- 1987 - NK afstanden mannen/vrouwen